# Engystomops pustulatus
Engystomops pustulatus är en groddjursart som först beskrevs av Shreve 1941.  Engystomops pustulatus ingår i släktet Engystomops och familjen Leiuperidae. IUCN kategoriserar arten globalt som livskraftig. Inga underarter finns listade i Catalogue of Life.